# 난포 (전한)
난포(欒布, ? ~ 기원전 145년)는 중국 진나라 ~ 전한 전기의 군인으로, 양나라 사람이다.

## 생애
팽월이 아직 재야에 있을 무렵에 팽월과 친교를 맺었고, 곤궁해서 함께 제나라에서 술집 일을 했다. 몇 년 후 팽월과 헤어지고, 유괴되어 연나라에 팔려가 노예가 되었다. 연나라에서 주인의 원수를 갚아주었고, 연나라의 장수인 장도의 도위가 되었으며, 기원전 206년에 장도가 연나라 왕이 되자 장수가 되었다.
기원전 202년, 장도가 전한 고제를 한왕에서 황제로 추대했으나 얼마 못 가 반란을 일으켰고, 한나라는 연나라를 격파해 난포는 포로가 되었다. 당시 양나라 왕이던 팽월이 이를 듣고 상주해 난포를 속하여 자기 나라의 대부로 삼았다.
제나라로 사신 갔다가 돌아오던 도중, 팽월이 모반죄를 뒤집어쓰고 서울로 압송되어 삼족이 멸해졌으며 머리가 낙양에 내걸렸다. 그리고 시신을 수습하는 자는 곧 사로잡게 했다. 난포는 팽월의 머리 앞에 사신의 경과를 보고하고 곡했다. 관리에게 체포되었고, 고제는 난포를 삶으려 했다. 난포는 삶기러 가면서 고제에게 한 마디를 청했고, 팽월이 초한전쟁 당시 형양에서 곤궁에 처한 고제를 도와 항우가 서진하지 못하게 공적을 세웠으며, 또 해하 전투에도 참전했으니 팽월이 없었으면 항씨(項氏)는 망하지 않았을 것이고, 양나라라는 봉국을 받았으니 세세토록 전하고 싶어했을 것이라 하여 팽월을 변호하고, 모반의 조짐이 없었는데도 의심만 가지고 주살했으니 공신들이 스스로 두려워할 것이라고 했다(이는 영포·노관의 반란으로 실현되었다). 그러고는 팽월이 죽었으니 자기도 죽겠다며 삶기려 하자, 고제가 풀어주어 도위로 삼았다.
문제 시절에 연나라 재상이 되었고, 자신에게 은혜를 베푼 자는 후히 갚아주고 원한을 산 자는 법으로 주멸했다. 문제 14년(기원전 166년)에 흉노가 쳐들어오자, 난포는 대장군을 맡은 동양후 장상여 휘하에서 장군으로서 흉노를 쳐 달아나게 했다. 오초칠국의 난이 일어나자 제나라 방면의 반란을 막기 위해 출전했는데, 이곳에서는 제효왕 유장려가 반란 가담 의사를 철회하자 교서왕 유앙·교동왕 유웅거·치천왕 유현 등이 연합해 제나라의 서울 임치를 석 달 간 포위하였으나 함락하지 못하고 있었다. 마침 난포가 평양후 조기와 함께 제나라에 도착하자, 교서·교동·치천 세 나라 군대는 흩어져 각 나라로 돌아갔다. 제효왕이 반란군과 내통하려 했다는 말을 듣고 제나라를 공격하려 해, 제효왕이 자살하게 했다. 교서왕은 자살했고 교동왕·치천왕·제남왕 유벽광도 모두 복주해 교서·교동·치천·제남·제나라를 모두 평정했다. 또 조나라 왕 유수의 반란을 진압하러 간 역기가 일곱 달 동안 한단을 포위했으나 함락하지 못하자, 제나라에서 조나라로 와서 수공으로 한단성을 무너뜨려 조나라의 반란도 평정했다. 이러한 공적이 있어 경제 6년(기원전 151년)에 유후(兪侯)에 봉해졌고, 다시 연나라 재상이 되었다.
경제 중5년(기원전 145년)에 죽었고, 죽은 후 제나라와 연나라 사람들이 사당을 세우고 난공사(欒公社)라고 불렀다. 작위는 아들 난분이 이었다.